# أليسيا مولتون
أليسيا مولتون (بالإنجليزية: Alycia Moulton)‏ مواليد 18 فبراير 1961 في ساكرامنتو، هي لاعبة كرة مضرب أمريكية سابقة بدأت مسيرتها كمحترفة سنة 1982، اعتزلت اللعب في 1988. كما أنها إحدى بطلات الجراند سلام. أعلى تصنيف لها في الفردي كان المركز الـ 18 في سنة 1984.

## الخط الزمني للفردي
مفتاح
| ف | ن | ن.ن | ر.ن | د# | د.م | ل | أ.أ | ت | غ | ب | ف | ذ | م.خ | ل.ت |

(ف) فاز بالبطولة (ن) وصل النهائي (ن.ن) نصف النهائي (ر.ن) ربع النهائي (د#) الأدوار الأربعة الأولى (د.م) دور المجموعات (ل) شارك في كأس ديفيز (أ.أ) خرج من الأدوار الاولى (ت) خسر التصفيات التأهيلية (غ) غاب عن الحدث أو البطولة (ب) حصل على ميدالية برونزية (ف) حصل على ميدالية فضية (ذ) حصل على ميدالية ذهبية (م.خ) بطولة الماسترز خُفضت إلى مرتبة أقل (ل.ت) البطولة لم تعقد في السنة المعينة.
لتجنب الارتباك وازدواجية الحساب، يتم تحديث هذه المعلومات إما في نهاية البطولة، أو عندما تكون مشاركة اللاعب في البطولة قد انتهت.
| الدورة            | 1978  | 1979  | 1980  | 1981  | 1982  | 1983  | 1984  | 1985  | 1986  | 1987  | 1988  | إجمالي ف/م |
| ----------------- | ----- | ----- | ----- | ----- | ----- | ----- | ----- | ----- | ----- | ----- | ----- | ---------- |
| أستراليا المفتوحة | غ     | غ     | غ     | غ     | د2    | د3    | د1    | د1    | ل.ت   | د2    | غ     | 0 / 5      |
| فرنسا المفتوحة    | غ     | غ     | غ     | غ     | غ     | د2    | د1    | غ     | د1    | غ     | غ     | 0 / 3      |
| بطولة ويمبلدون    | غ     | د2    | د1    | غ     | د2    | د1    | د2    | د3    | د2    | د3    | غ     | 0 / 8      |
| أمريكا المفتوحة   | د1    | د2    | د1    | د3    | د3    | د2    | د1    | د4    | د2    | د1    | غ     | 0 / 10     |
| فوز / مشاركة      | 0 / 1 | 0 / 2 | 0 / 2 | 0 / 1 | 0 / 3 | 0 / 4 | 0 / 4 | 0 / 3 | 0 / 3 | 0 / 3 | 0 / 0 | 0 / 26     |
| تصنيف نهاية العام | 91    | 70    | 114   | 88    | 38    | 33    | 19    | 35    | 34    | 51    | ب.ت   |            |

- إجمالي ف / م = إجمالي الفوز والمشاركة

## روابط خارجية
- أليسيا مولتون على موقع رابطة محترفات التنس (الإنجليزية)
- أليسيا مولتون على موقع الاتحاد الدولي لكرة المضرب (الإنجليزية)
- أليسيا مولتون على موقع خلاصة التنس.كوم (الإنجليزية)